# Exetastes fasciatus
Exetastes fasciatus är en stekelart som beskrevs av Gaspard Auguste Brullé 1846. Exetastes fasciatus ingår i släktet Exetastes och familjen brokparasitsteklar. Inga underarter finns listade i Catalogue of Life.